# Pouso Alegre Airport
Pouso Alegre Airport är en flygplats i Brasilien.   Den ligger i kommunen Pouso Alegre och delstaten Minas Gerais, i den sydöstra delen av landet, 800 km söder om huvudstaden Brasília. Pouso Alegre Airport ligger 895 meter över havet.
Terrängen runt Pouso Alegre Airport är huvudsakligen platt, men åt nordväst är den kuperad.Närmaste större samhälle är Pouso Alegre, 6,8 km norr om Pouso Alegre Airport.
Omgivningarna runt Pouso Alegre Airport är huvudsakligen savann. Runt Pouso Alegre Airport är det ganska tätbefolkat, med 104 invånare per kvadratkilometer.